# Emilia Cano i Camacho
Emilia Cano i Camacho (Cornellà de Llobregat, 4 de març de 1968) és una exmarxadora i política catalana.
Membre del Cornellà Atlètic, fou formada en marxa atlètica per Rafael Sánchez. Competí en campionats estatals a partir del 1983, essent campiona d'Espanya en 5 km (1985) i 10 km (1987 i 1991), i de 3 km marxa en pista coberta (1985, 1991). Internacional amb la selecció espanyola en vint-i-tres ocasions, disputà dos Campionats d'Europa (1990, 1994), dos Campionats del Món a l'aire lliure (1987, 1991) i dos de pista coberta (1987, 1991). També participà als Jocs Olímpics de Barcelona 92 en la prova de 10 km, finalitzant en la 22a posició. Es retirà de la competició esportiva 1998. Posteriorment, participà en la política local de Viladecans i sortí escollida com a independent de la candidatura del Partit dels Socialistes de Catalunya en les eleccions municipals de 2019. Exercí de regidora de Sanitat i Consum i foment de l'esport femení de l'Ajuntament de Viladecans entre 2019 i 2023.
Entre d'altres reconeixements, fou guardonada amb el Premi Dona i Esport de la Festa de l'Esport de l'Ajuntament de Cornellà.

## Palmarès
- Campionat d'Espanya en 5 km marxa: 1985
- Campionat d'Espanya en 10 km marxa: 1987, 1991
- Campionat d'Espanya de pista coberta en 3 km marxa: 1985, 1991